# No-Jury Society of Artists

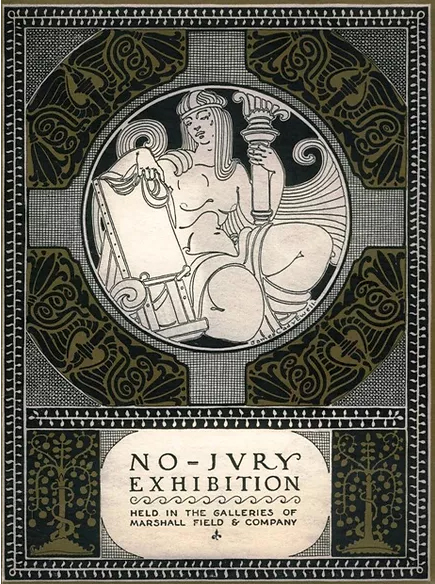
Erste jährliche Ausstellung der Chicago No-Jury Society of Artists, 1922

Die No-Jury Society of Artists (zu Deutsch etwa: Gesellschaft der Künstler ohne Jury) war eine von 1922 bis 1958 bestehende Künstlervereinigung in Chicago. Ihr Hauptanliegen war es, Ausstellungen zu veranstalten, bei denen jede und jeder teilnehmen konnte, ohne eine Jury durchlaufen zu müssen. Dieses Prinzip unterschied sie grundlegend von den traditionellen, jurierten Ausstellungen der Kunstszene Chicagos.

## Geschichte
Die No-Jury Society wurde 1922 von Carl Hoeckner, Raymond Jonson und Rudolph Weisenborn ins Leben gerufen. Der Impuls zur Gründung kam aus der Kritik an Jurygremien, die oft konservative Maßstäbe anlegten und somit innovative Strömungen der modernen Kunst unterdrückten. Darüber hinaus wirkte die berühmte Armory Show inspirierend, die 1913 auch in Chicago Station machte und dort erstmals moderne Kunst in größerem Umfang präsentierte. Die erste Ausstellung der Gesellschaft fand im Jahr 1922 in den Galerien des Kaufhauses Marshall Field & Company im Zentrum Chicagos statt. Teilnehmen konnte jeder, der eine Teilnahmegebühr von 4 Dollar pro Kunstwerk entrichtete. Die Ausstellung lief vom 2. bis 16. Oktober 1922 und wurde von einem eigens veröffentlichten Katalog begleitet.
Im Gegensatz zu etablierten Institutionen wie dem Art Institute of Chicago, bei denen eine Jury über die Zulassung von Werken entschied, garantierte die No-Jury Society allen Künstlerinnen und Künstlern die Teilnahme ohne inhaltliche oder ästhetische Einschränkungen. Lediglich die Entrichtung der Teilnahmegebühr war Bedingung. Mit diesem Ansatz verstand sich die Society als Verfechterin von demokratischer Teilhabe und künstlerischer Vielfalt. In ihrem ersten Ausstellungskatalog kritisierten die Gründer die gängigen Juryverfahren: „Es ist eine historisch belegte Tatsache, dass diese Jurys ein hohes Maß an Mittelmäßigkeit hervorbringen und Genie nahezu unterdrücken.“
In den 1920er-, 1930er- und 1940er-Jahren hielt die Gesellschaft regelmäßig Ausstellungen ab. Zeitweilig fanden die Veranstaltungen alle zwei Jahre statt, in manchen Jahren gab es jedoch keine Aktivitäten. Die letzte dokumentierte Ausstellung stammt aus dem Jahr 1958.

## Bedeutung

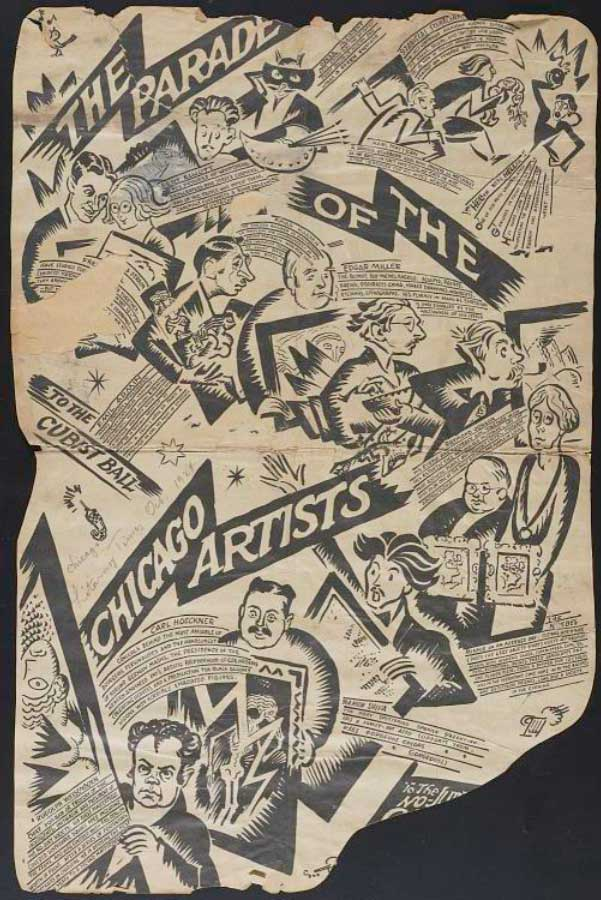
Karikatur von Emil Armin in der Chicago Literary Times: „The Parade of Chicago Artists to the No-Jury Artists Cubist Ball“ (Der Umzug der Chicagoer Künstler zum kubistischen Ball der No-Jury-Künstler), Oktober 1923

Die No-Jury Society of Artists galt in Chicago als das Pendant zur Society of Independent Artists in New York. Beide Organisationen pflegten einen egalitären Ansatz und ermöglichten einer breiten Künstlerschaft Sichtbarkeit und Ausdrucksmöglichkeiten jenseits etablierter und konservativer Strukturen. Der Katalog der ersten Ausstellung aus dem Jahr 1922 ist erhalten geblieben und digital zugänglich. Di  No-Jury Society of Artists wird heute als wichtige Initiative in der Geschichte der amerikanischen modernen Kunst anerkannt, die sich für Innovation und Durchlässigkeit in der Kunstförderung eingesetzt hat.